# Jean Bart (1892)
El Jean Bart fue un crucero protegido de la clase Jean Bart construido para la Marina francesa a finales de la década de 1880 y principios de la de 1890. El Jean Bart y su gemelo fueron encargados durante el mandato del almirante Théophile Aube como ministro de Marina, de acuerdo con las teorías de la doctrina "Jeune École". Estaban armados con una batería principal de cuatro cañones de 164 mm (6,5 pulgadas), protegidos por una cubierta blindada de 50 a 100 mm (2 a 4 pulgadas) de espesor, y eran capaces de navegar a una velocidad máxima de 19,5 nudos (36,1 km/h; 22,4 mph).
El Jean Bart sirvió en la Escuadra del Mediterráneo durante los dos primeros años de su carrera y posteriormente fue transferido a la Escuadra del Norte. Durante este periodo, participó en ejercicios de entrenamiento con la flota. En 1897 fue modernizado con nuevos mástiles y faros eléctricos. En 1898 fue destinado a la Indochina francesa, en el sudeste asiático, y formó parte de la escuadra francesa que respondió al levantamiento de los bóxers en la China de la Dinastía Qing. Entre 1903 y 1906, el Jean Bart fue sometido a una segunda reforma que incluyó nuevas calderas acuotubulares que mejoraron su rendimiento. No se le dio mucho uso después, ya que encalló frente al Sáhara Occidental a principios de 1907 y no pudo ser reflotado.

## Hundimiento

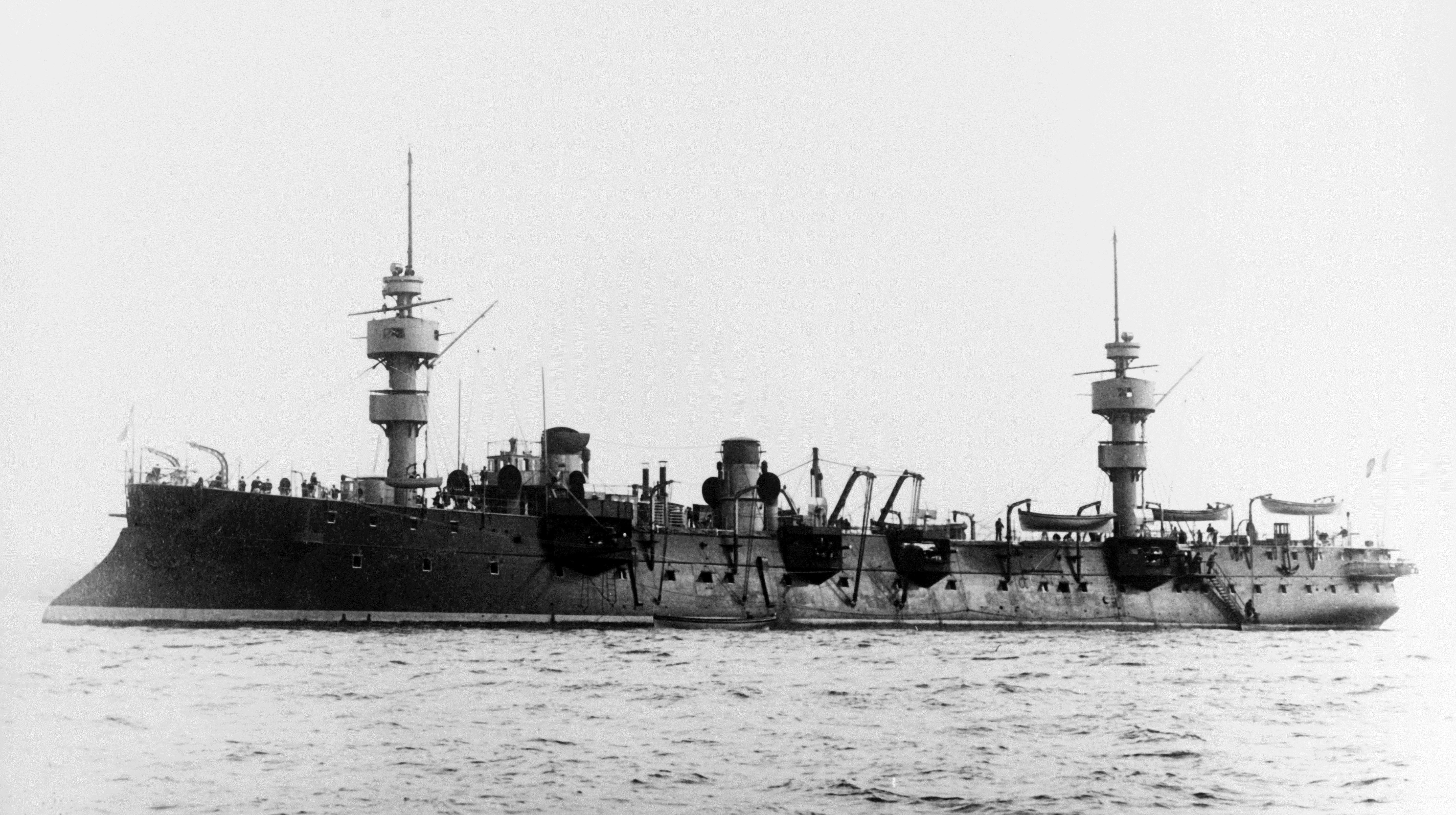
El Jean Bart en 1893

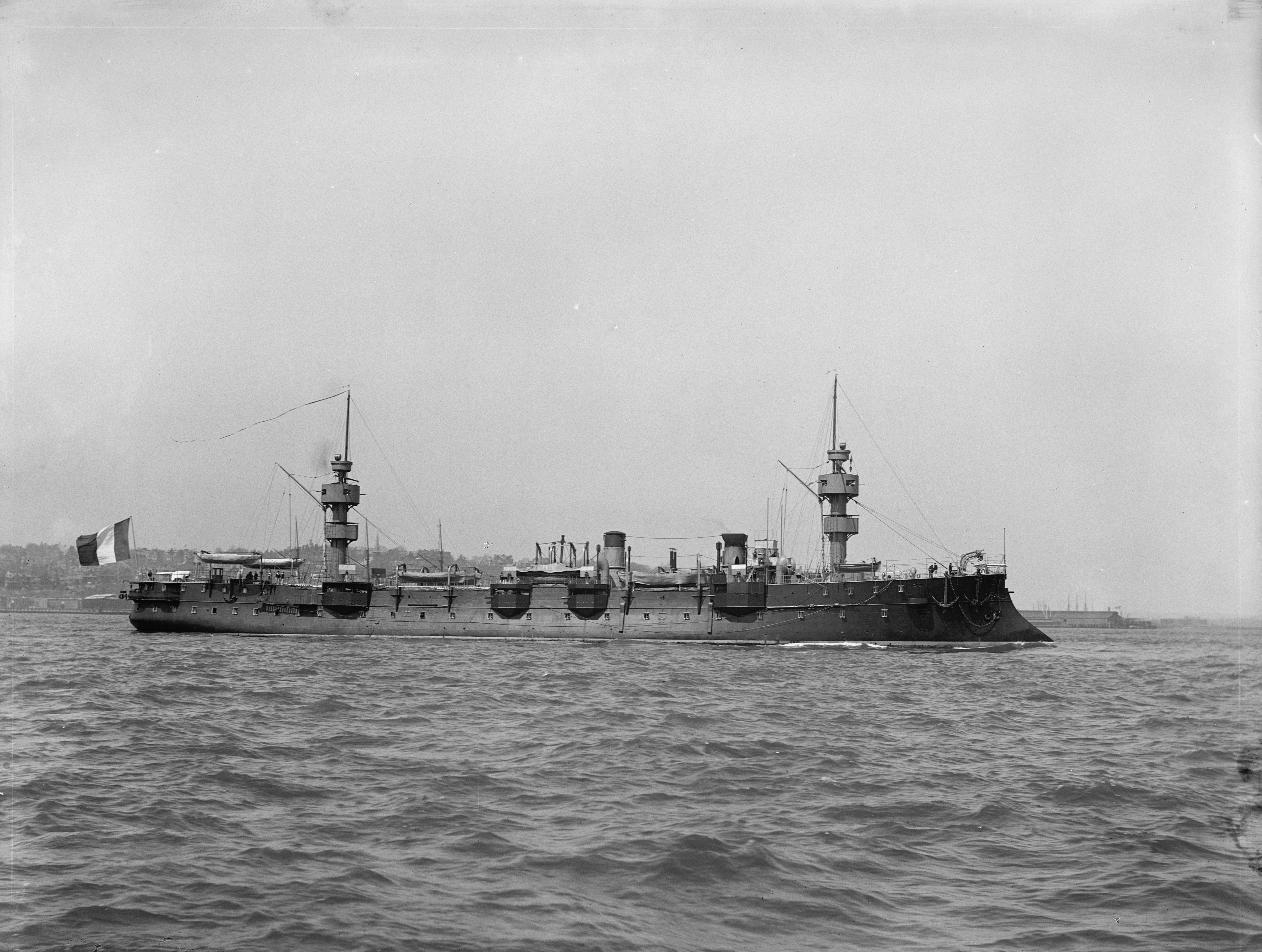
Imagen del Jean Bart

El 11 de febrero de 1907, el Jean Bart naufragó frente a las costas del Sáhara español, cerca del cabo Blanco. El barco navegaba en medio de una espesa niebla y chocó contra un arrecife desconocido. La tripulación permaneció a bordo, intentando liberar el barco, antes de que el casco se partiera por la mitad el 23 de febrero; los últimos miembros de su tripulación permanecieron a bordo del pecio hasta el 2 de abril. Los derechos de salvamento se vendieron a Blandy Brothers de Las Palmas, y el Jean Bart fue eliminado del registro naval el 13 de abril.
Este fue el primero de una serie de desastres para la Armada francesa ese año, que también incluyó el naufragio del crucero acorazado Chanzy frente a las costas de China y la destrucción del acorazado Iéna por un incendio accidental en el polvorín. Los capitanes de ambos cruceros fueron llevados ante consejos de guerra, ambos condenados por negligencia en el manejo del buque, y a ambos se les prohibió seguir al mando durante tres años. Los trabajos de desguace continuaron durante varios años, y en marzo de 1914 todavía quedaban partes del pecio.